# Castillo de Araya
La Real Fortaleza de Santiago de Arroyo de Araya, más conocido como el Castillo de Araya, es una fortaleza de origen español del siglo XVIII, situada en Araya, en el estado Sucre, Venezuela. 
Se trata de la trata de la fortificación más antigua que se conserva en Venezuela, monumento nacional desde 1960. 

## Historia

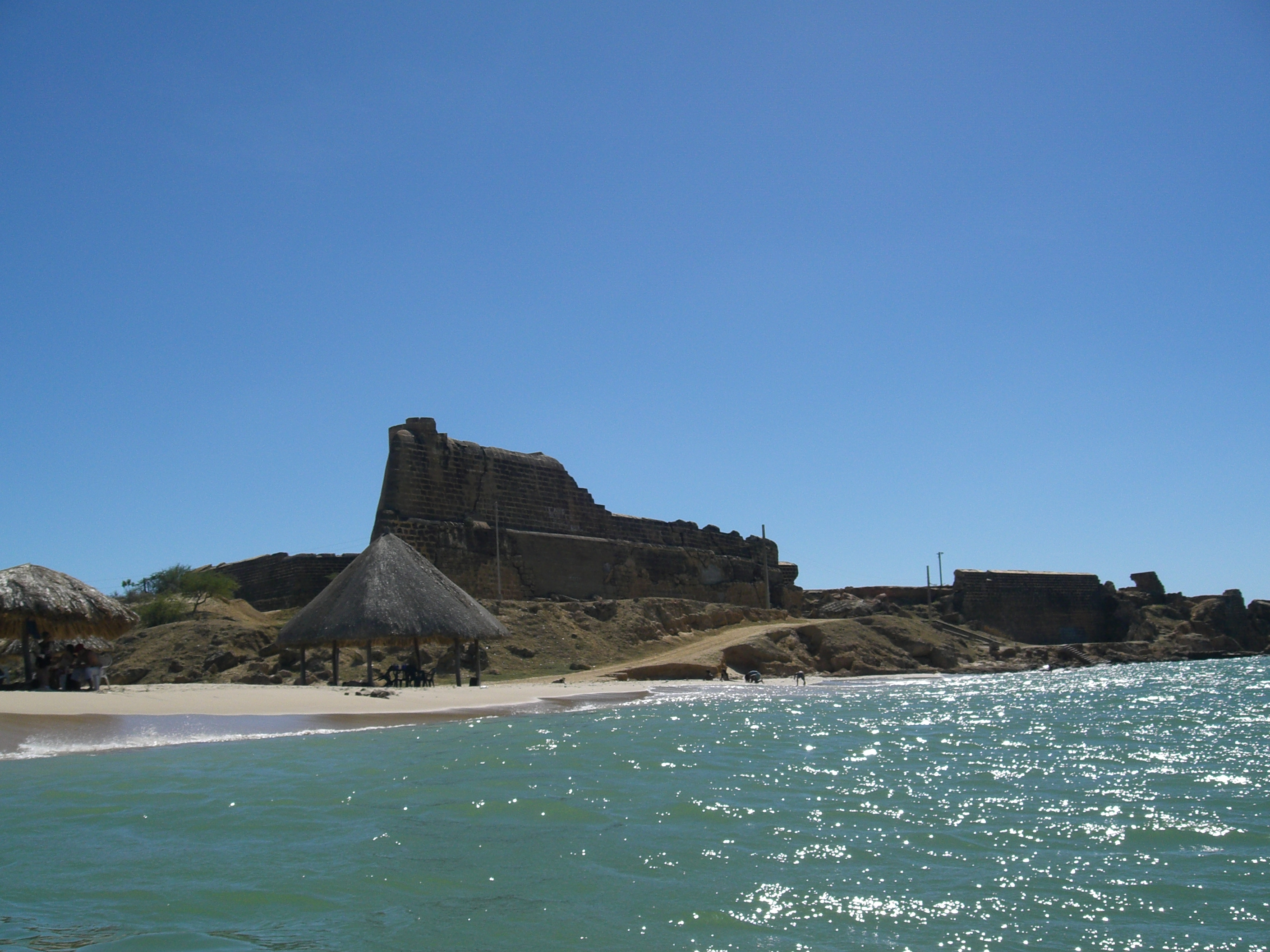
Vista del castillo de Araya.

Las salinas naturales de Araya habían sido identificadas en la expedición del litoral de Paria de 1500 de Pedro Alonso Niño y Cristóbal Guerra. Inicialmente no despertaron mucho interés, dado que España contaba con un suministro de sal abundante. Sin embargo, a partir de 1598, al estallar la guerra entre España y los Países Bajos, estos últimos dejaron de comprar sal a España, y pretendieron obtenerla por su cuenta de Araya. El objetivo de España fue impedirlo.
De 1604 data la visita del gobernador Diego Suárez Amaya, el ingeniero Bautista Antonelli y el capitán Pedro Suárez Coronel para el reconocimiento del terreno. En 1605, dentro de las acciones holandesas en Hispanoamérica de la guerra de los ochenta años, la flota española repelió con éxito un ataque de corsarios holandés contra Araya. El proyecto de la defensa de las salinas de Araya se abandonó temporalmente ante una tregua entre ambos países, para retomarse en 1621 ante los intereses anexionistas de la Compañía Neerlandesa de las Indias Occidentales, que ya se había hecho con el control de varios territorios en el Caribe como Aruba, Bonaire o Curaçao.
El ingeniero Juan Bautista Antonelli regresó en 1622 para iniciar el proyecto de construcción. El 30 de noviembre de 1622 una flota 27 barcos holandeses intentó, sin éxito, la expulsión de los españoles para hacerse con el control de las salinas de Araya. Los holandeses cargaron sal en sus urcas pero el gobernador Diego Arroyó, en clara inferioridad numérica llevó a cabo una estrategia para dificultarles el acceso al agua dulce que le permitió contener a los holandeses hasta la llegada de refuerzos. El 13 de enero de 1623 se dio por terminado el intento de control holandés de las salinas, dando muerte al comandante holandés en una de las más sonadas derrotas holandesas de la conquista holandesa de América. Las obras de la fortaleza de Santiago comenzaron inmediatamente en enero de 1623. Para enero de 1625 se había construido el primer baluarte, que disuadió al corsario Balduino Enrico de realizar una incursión en las salinas. 
Después de ocho años seguidos con Antonelli al frente de los trabajos, en 1630 el gobernador de Cumaná, Cristóbal de Eguino, lo envió a Madrid para informar al rey y a la Junta de Guerra de todas las obras realizadas y a punto de terminarse. Su dedicación fue alabada y, en premio, se le ofreció “tenerle presente para la plaza de Cristóbal Roda en Cartagena, cuando vacase”. La Junta le solicitó regresar a Araya para finiquitar los trabajos y, además, se le ordenó pasar primero por San Juan de Puerto Rico a fin de “disponer lo conveniente para su defensa”. Finalizada la fortaleza, se construyó el puerto de Guamache. 
En 1734 se llevaron a cabo obras mejora y reforma por los ingenieros Juan Amador Courten y Pablo Díaz Fajardo.
El 6 de enero de 1762, durante la guerra anglo-española el Castillo de Araya fue inutilizado, volado parcialmente por orden del gobernador de Cumaná.[cita requerida] El 19 de agosto de 1799 el científico Alejandro de Humboldt realizó la visita las ruinas del castillo de Araya y las salinas.

## Descripción
Para su construcción se utilizaron bloques de argamasa fabricados de los elementos de la propia región, por lo que es común en ellos encontrar gran cantidad de restos de moluscos y otros organismos marinos de la zona. 
El 31 de octubre de 1960, las ruinas del castillo fueron declaradas monumento histórico nacional de Venezuela con acceso restringido para los turistas.